# Arne Brydolf
Arne Ossian Herbert Brydolf, född 14 december 1909 i Eskilstuna, död 14 oktober 1972 i Slottsstadens församling i Malmö, var en svensk tandläkare. Han var son till Knut Brydolf och Ester Ekström.
Efter studentexamen i Eskilstuna 1930 blev Brydolf medicine kandidat vid Uppsala universitet 1934 och avlade tandläkarexamen i Stockholm 1937. Han var assistenttandläkare i Malung och privatpraktiserande i Hemse 1937, assistenttandläkare i Malmö 1938–42 och därefter privatpraktiserande tandläkare med mottagning på Gustaf Adolfs torg 8b i Malmö.